# Apo Reef Marine Natural Park
Der Apo Reef Marine Natural Park erstreckt sich über eine Fläche von 27.469 Hektar und liegt westlich der Insel Mindoro in der Mindoro-Straße im Westen der Philippinen. An das primäre Schutzgebiet schließt sich die Apo Reef Natural Park Pufferzone an. Diese erstreckt sich über eine Fläche von 11.702 Hektar rund um das Schutzgebiet. Die Fläche des Schutzgebietes wird hier als Fläche der Korallenstrukturen zuzüglich einer 500-Meter-Ringzone als direktes Schutzgebiet sowie der Fläche der Pufferzone definiert.
Ausgerufen wurde das Schutzgebiet am 6. September 1996 mit dem Präsidentenerlass Nr. 868; dieser weist das Schutzgebiet in der Kategorie Maritimer Naturpark aus.
Im Naturpark liegen drei kleinere Inseln, die Apo-Insel, sowie Binangaan und Cayos del Bajo Tinangkapang. Die größte Insel Apo Island bedeckt eine Fläche von ca. 22 Hektar und ist mit Mangroven und weiterer Küstenvegetation bedeckt. Binangaan ist eine felsige Kalksteinformation mit geringem Bewuchs; Cayos del Bajo Tinangkapang ist mit 200–300 m² Fläche eine über dem Meeresspiegel ragende Korallenbank ohne Vegetation.
Die Korallenriffe im Apo Reef Marine Natural Park sind nach dem Danajon-Riffsystem, vor Bohol, die zweitgrößten Korallenriffkomplexe der Philippinen und bilden drei Korallenriffe auf einer Ausdehnung von etwa 26 km × 20 km aus. Sie bedecken insgesamt eine Fläche von rund 15.800 Hektar. Die Riffkomplexe besteht primär aus zwei dreiecksförmigen Korallenbankgroßstrukturen, die beide wie ein Atoll aufgebaut sind. Beide besitzen einen flachen, bis zu zwei Meter tiefen, großen Lagunenbereich im Zentrum. Beide Korallengroßstrukturen werden durch den etwa 30 Meter tiefen Meeresgraben getrennt, insgesamt liegen nur ca. 29 Hektar Überwasser. Das dritte Riff ist das Apo-Riff und liegt ungefähr einen Kilometer weiter westlich, außerhalb der beiden Korallenbankgroßstrukturen, und ist eine isolierte Korallenbank, auf der Apo Island liegt mit seinem bekannten Leuchtturm. Die Insel Cayos del Bajo Tinangkapang liegt im Norden und Binangaan im Süden der Struktur. Direkt an den Saumriffkanten fallen die Korallenriffe in steilen, zum Teil vertikalen Wänden fünf bis achtzig Meter in die Tiefe ab.
Der Name Apo Reef Marine Natural Park wurde gewählt wegen der räumlichen Nähe zum Apo-Riff. Auch soll der schon vorher sehr hohe Bekanntheitsgrad des Apo-Riffes genutzt werden, um weiterhin den Tauchtourismus in den Naturpark zu ziehen. Der Apo Reef Marine Natural Park steht seit 2006 auf der Vorschlagsliste der Philippinen zur Aufnahme in die Liste des Weltnaturerbes der UNESCO.